# Ján Leitner
Ján Leitner (né le 14 septembre 1953 à Znaïm) est un athlète tchèque spécialiste du saut en longueur.

## Carrière
Il se révèle durant la saison 1982 en montant sur la troisième marche du podium des Championnats d'Europe d'Athènes avec un bond à 8,08 m, se classant derrière l'Est-allemand Lutz Dombrowski et l'Espagnol Antonio Corgos. Dixième des premiers championnats du monde d'athlétisme, en 1983 à Helsinki, Ján Leitner s'illustre en 1984 en remportant le titre des Championnats d'Europe en salle de Göteborg avec la marque de 7,96 m. Il confirme l'année suivante en s'imposant lors des Jeux mondiaux en salle, première compétition internationale d'athlétisme indoor. Il y réalise de nouveau un saut à 7,96 m et devance de deux centimètres le Hongrois Gyula Pálóczi. 

## Palmarès
| Date | Compétition                    | Lieu     | Place |
| ---- | ------------------------------ | -------- | ----- |
| 1980 | Jeux olympiques                | Moscou   | 18e   |
| 1982 | Championnats d'Europe          | Athènes  | 3e    |
| 1983 | Championnats du monde          | Helsinki | 10e   |
| 1984 | Championnats d'Europe en salle | Göteborg | 1er   |
| 1985 | Jeux mondiaux en salle         | Paris    | 1er   |